# Кубок Нідерландів з футболу 2020—2021
Кубок Нідерландів з футболу 2020–2021 — 103-й розіграш кубкового футбольного турніру в Нідерландах. Титул вдвадцяте здобув Аякс.

## Календар
| Раунд                   | Дата                      | Матчі | Клуби    |
| ----------------------- | ------------------------- | ----- | -------- |
| Перший попередній раунд | 29-30 серпня 2020         | 30    | 106 → 76 |
| Другий попередній раунд | 6-8 жовтня 2020           | 20    | 76 → 60  |
| Перший раунд            | 26 жовтня - 2 грудня 2020 | 28    | 60 → 23  |
| Другий раунд            | 15-17 грудня 2020         | 7     | 23 → 16  |
| 1/8 фіналу              | 19-21 січня 2021          | 8     | 16 → 8   |
| 1/4 фіналу              | 9-17 лютого 2021          | 4     | 8 → 4    |
| 1/2 фіналу              | 2-3 березня 2021          | 2     | 4 → 2    |
| Фінал                   | 18 квітня 2021            | 1     | 2 → 1    |

## 1/8 фіналу
| Команда 1           | Рахунок      | Команда 2                  |
| ------------------- | ------------ | -------------------------- |
| 19 січня 2021       |              |                            |
| МВВ (Маастрихт) (2) | 2:2 пен. 4:5 | Ексельсіор (Роттердам) (2) |
| Волендам (2)        | 0:2          | ПСВ                        |
| Вітессе             | 2:1          | АДО Ден Гаг                |
| 20 січня 2021       |              |                            |
| АЗ                  | 0:1          | Аякс                       |
| Феєнорд             | 3:2          | Гераклес (Алмело)          |
| Еммен               | 1:2          | Геренвен                   |
| 21 січня 2021       |              |                            |
| Неймеген (2)        | 3:2 дч       | Фортуна (Сіттард)          |
| ВВВ-Венло           | 1:0          | Гоу Егед Іглс (2)          |

## 1/4 фіналу
| Команда 1                  | Рахунок | Команда 2 |
| -------------------------- | ------- | --------- |
| 9 лютого 2021              |         |           |
| Ексельсіор (Роттердам) (2) | 0:1     | Вітессе   |
| 10 лютого 2021             |         |           |
| Аякс                       | 2:1     | ПСВ       |
| 17 лютого 2021             |         |           |
| Геренвен                   | 4:3     | Феєнорд   |
| Неймеген (2)               | 1:2 дч  | ВВВ-Венло |

## 1/2 фіналу
| Команда 1      | Рахунок | Команда 2 |
| -------------- | ------- | --------- |
| 2 березня 2021 |         |           |
| Вітессе        | 2:0     | ВВВ-Венло |
| 3 березня 2021 |         |           |
| Геренвен       | 0:3     | Аякс      |

## Фінал
| 18 квітня 2021 19:00 (EEST) |

| Аякс                       | 2:1      | Вітессе    |
| -------------------------- | -------- | ---------- |
| Гравенберх 23' Нерес 90+1' | Протокол | Опенда 30' |

| Феєнорд, Роттердам Глядачів: 0 Арбітр: Бйорн Кейперс |